# 4766 Malin
4766 Malin eller 1987 FF1 är en asteroid i huvudbältet som upptäcktes 28 mars 1987 av den amerikanske astronomen Eleanor F. Helin vid Palomar-observatoriet. Den är uppkallad efter David F. Malin.
Asteroiden har en diameter på ungefär 7 kilometer och den tillhör asteroidgruppen Eunomia.